# Kenyantrop
El kenyantrop (Kenyanthropus platyops) és un homínid extint dins del gènere Kenyanthropus, del qual és l'unica espècie coneguda.
Les seves restes fòssils foren trobades al llac Turkana de Kenya el 1999 per Meave Leakey i foren datades amb una antiguitat de a 3,5 a 3,2 milions d'anys. Probablement era bípede i la seva dentadura és intermèdia entre la d'un ésser humà i la d'un mico.
Els gèneres Homo (que inclou humans moderns), Paranthropus i Kenyanthropus van evolucionar a partir d'algunes espècies d'Australopithecus. Hi ha debat sobre si algunes espècies d'australopitec s'han de reclassificar en nous gèneres, o si Parantrop i Kenyantrop són sinònims d'Australopitec, en part a causa de la inconsistència taxonòmica. Està en discussió la seva categorització taxonòmica i alguns pensen que en realitat és un exemplar d'Homo rudolfensis.
La cultura Lomekwi al llac Turkana amb una data de 3,3 milions d'anys és atribuïble a Kenyanthropus o a Australopithecus deyiremeda.